# Алексеев, Валерий Алексеевич
Вале́рий Алексе́евич Алексе́ев (5 ноября 1939, село Никольское, Ленинградская область — предположительно 2008, Бохум) — русский писатель, педагог.

## Биография
Валерий Алексеев родился 5 ноября 1939 года в селе Никольское Сошихинского района Ленинградской области. С детства увлекался литературой.
Работал техником-геодезистом в Карелии.
В 1961 году окончил историко-филологический факультет Московского педагогического института имени В. И. Ленина, после чего преподавал русский язык в школах и в Университете дружбы народов им. Патриса Лумумбы.
Член Союза писателей СССР с 1970 года.
После распада Советского Союза уехал в Германию. По непроверенным данным писатель умер в Бохуме (Германия) 03.02.2008.

## Творчество
В прозе, отмеченной бытовой достоверностью и содержащей элементы фантастики, — жизнь городской интеллигенции, проблемы становления личности, нравственные коллизии.
Круг интересов Алексеева широк и разнообразен. Помимо повестей и рассказов для детей и юношества, он пишет биографии известных революционных деятелей — «Улыбка навсегда», «Пепельный сентябрь», «Грани алмаза», «Скромный кондотьер», выпускает справочники-путеводители по Москве и разговорники.
Произведения В. Алексеева переведены на болгарский, испанский, немецкий, польский языки.

### Избранные сочинения
- Светлая личность: Повесть. — М., Молодая гвардия, 1968.
- Люди Флинта. — М., Детская литература, 1969.
- Городские повести. — М., 1971.
- Седьмое желание: Повесть и рассказы. — М., Детская литература, 1971.
- Козероги и прочие…: Повести и рассказы. — М., Молодая гвардия, 1983.
- Открытый урок: Повести. — М., Молодая гвардия, 1974.
- Улыбка навсегда: Повесть о Никосе Белоянисе. — М.: Политиздат, 1974. — 320 с., 200 000 экз.
- Назидательная проза: Повести. — М.: Молодая гвардия, 1978.
- Разноцветные континенты. — М., Детская литература, 1981.
- Пепельный сентябрь: Повесть о Сальвадоре Альенде. — М.: Политиздат, 1982.
- Прекрасная второгодница: Повести и рассказы. — М., Детская литература, 1983.
- Место встречи — Москва. — М., 1984.
- Игры на асфальте: Повесть. — М., Детская литература, 1987.
- Комментарии к детству. — М., Молодая гвардия, 1987.
- Грани алмаза. — М., Политиздат, 1988
- Повести. — М., Детская литература, 1989.
- Паровоз из Гонконга: Повесть // «Мы», № 1—3, 1990.
- Скромный кондотьер. — М., Политиздат, 1991.
- Похождения нелегала: Сказочная повесть. — Бохум, 1998.